# Танна (Німеччина)
Танна (нім. Tanna) — місто в Німеччині, розташоване в землі Тюрингія. Входить до складу району Заале-Орла.
Площа — 87,18 км2. Населення становить 3421 ос. (станом на 31 грудня 2021).